# Calodesma chesalon
Calodesma chesalon là một loài bướm đêm thuộc phân họ Arctiinae, họ Erebidae.